# Struthanthus orbicularis
Struthanthus orbicularis là một loài thực vật có hoa trong họ Loranthaceae. Loài này được (Kunth) Blume miêu tả khoa học đầu tiên năm 1830.

## Hình ảnh

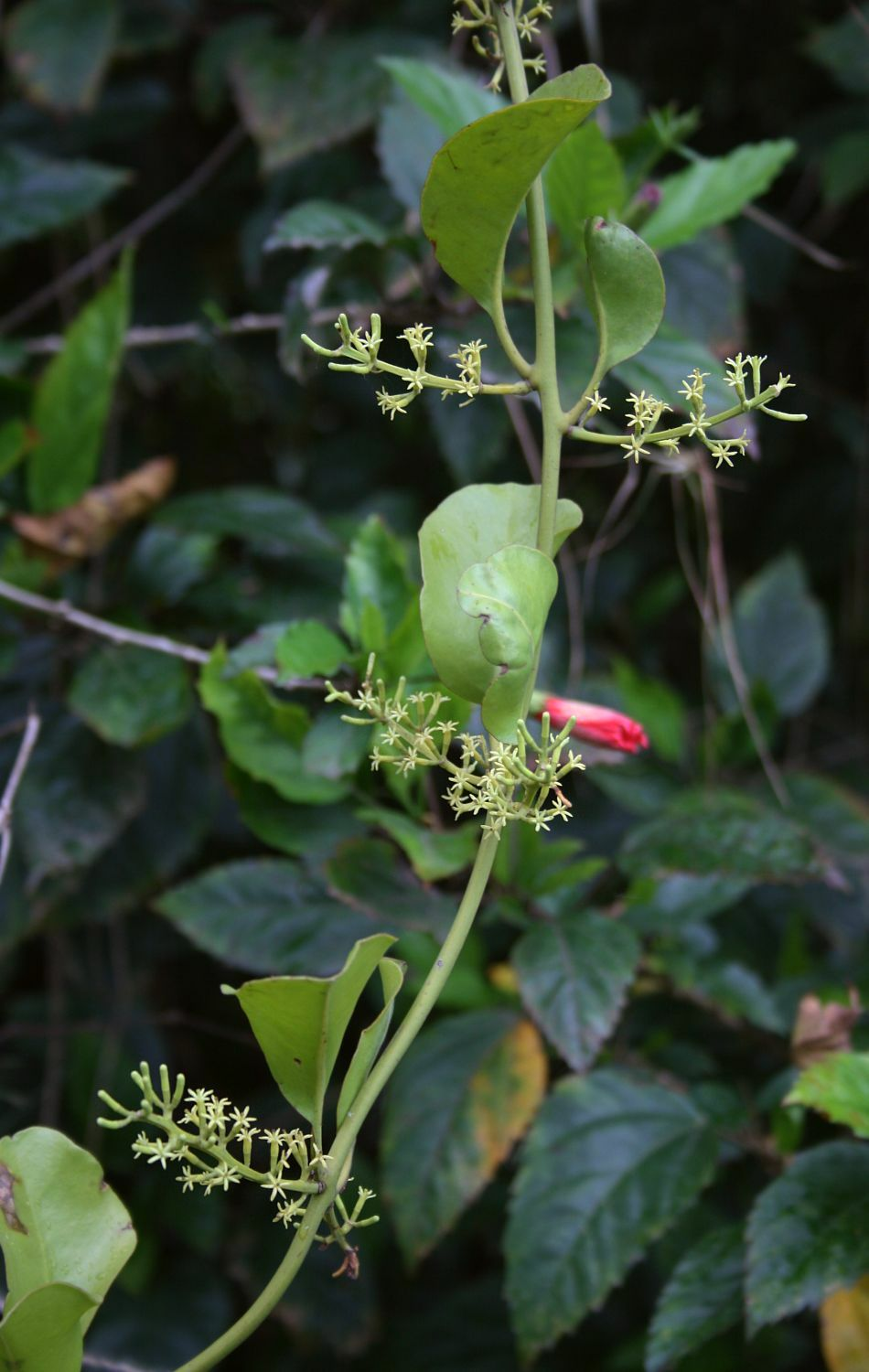